# Mathias De Amorim
Mathias De Amorim (Pessac, 10 dicembre 2004) è un calciatore francese naturalizzato portoghese, centrocampista del Famalicão.

## Carriera

### Club
De Amorim è cresciuto nel settore giovanile del Bordeaux ed ha debuttato in prima squadra il 14 agosto 2023 nell'incontro di Ligue 2 vinto 1-0 contro il Concarneau. Dieci giorni più tardi ha firmato il suo primo contratto professionistico
Rimasto svincolato in seguito al fallimento del club biancoblu, l'8 agosto 2024 ha firmato un contratto quadriennale con il Famalicão, club della prima divisione portoghese.

### Nazionale
Ha giocato nella nazionale francese Under-20.
Nel 2025 sceglie di rappresentare la nazionale portoghese Under-21 agli Europei di categoria.

## Statistiche

### Presenze e reti nei club
Statistiche aggiornate al 16 maggio 2025.
| Stagione          | Squadra           | Campionato        | Campionato | Campionato | Coppe nazionali | Coppe nazionali | Coppe nazionali | Coppe continentali | Coppe continentali | Coppe continentali | Altre coppe | Altre coppe | Altre coppe | Totale | Totale |
| Stagione          | Squadra           | Comp              | Pres       | Reti       | Comp            | Pres            | Reti            | Comp               | Pres               | Reti               | Comp        | Pres        | Reti        | Pres   | Reti   |
| ----------------- | ----------------- | ----------------- | ---------- | ---------- | --------------- | --------------- | --------------- | ------------------ | ------------------ | ------------------ | ----------- | ----------- | ----------- | ------ | ------ |
| 2021-2022         | Bordeaux 2        | N3                | 3          | 0          | -               | -               | -               | -                  | -                  | -                  | -           | -           | -           | 3      | 0      |
| 2022-2023         | Bordeaux 2        | N3                | 19         | 2          | -               | -               | -               | -                  | -                  | -                  | -           | -           | -           | 19     | 2      |
| 2023-2024         | Bordeaux 2        | N3                | 1          | 0          | -               | -               | -               | -                  | -                  | -                  | -           | -           | -           | 1      | 0      |
| Totale Bordeaux 2 | Totale Bordeaux 2 | Totale Bordeaux 2 | 23         | 2          |                 | -               | -               |                    | -                  | -                  |             | -           | -           | 23     | 2      |
| 2023-2024         | Bordeaux          | L2                | 9          | 0          | CF              | 0               | 0               | -                  | -                  | -                  | -           | -           | -           | 9      | 0      |
| 2024-2025         | Famalicão         | PL                | 24         | 1          | CP+CdL          | 2+0             | 0               | -                  | -                  | -                  | -           | -           | -           | 26     | 1      |
| Totale carriera   | Totale carriera   | Totale carriera   | 55         | 3          |                 | 2               | 0               |                    | -                  | -                  |             | -           | -           | 57     | 3      |